# 朗格罗讷
朗格罗讷（法語：Lengronne，法語發音：[lɑ̃ɡʁɔn]）是法国芒什省的一个市镇，属于库唐斯区。

## 地理
朗格罗讷（48°56'1"N, 1°22'57"W）面积12.07 平方千米，位于法国诺曼底大区芒什省，该省份为法国西北部沿海省份，西、北、东北三面环大西洋，东起顺时针与卡爾瓦多斯省、奧恩省、马耶讷省和伊勒-维莱讷省接壤。
与朗格罗讷接壤的市镇（或旧市镇、城区）包括：塞朗斯、格里梅尼勒、勒梅尼勒欧贝尔、圣但尼勒加、韦尔、谢讷河畔加夫赖、谢讷河畔凯特勒维尔。

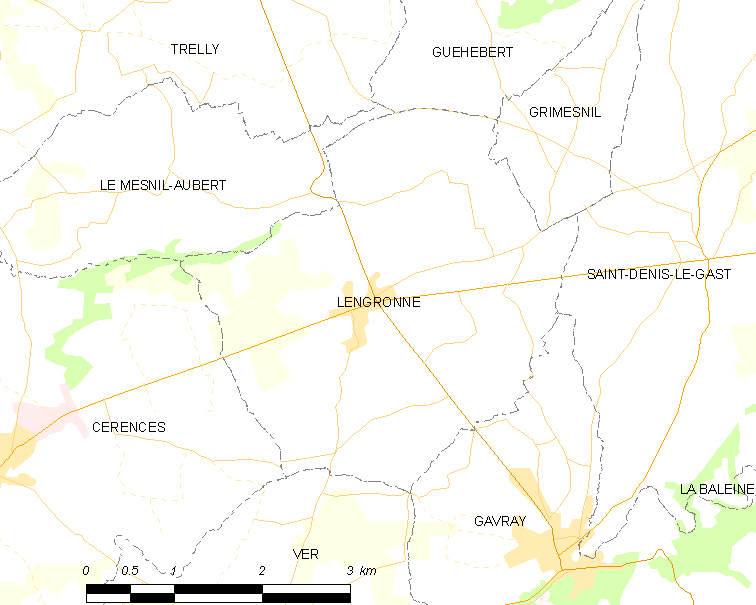
朗格罗讷的OSM定位图

朗格罗讷的时区为UTC+01:00、UTC+02:00（夏令时）。

## 行政
朗格罗讷的邮政编码为50450，INSEE市镇编码为50266。

## 政治
朗格罗讷所属的省级选区为谢讷河畔凯特勒维尔县。

## 人口

1962-2008年间朗格罗讷人口变化图示

朗格罗讷于2022年1月1日时的人口数量为463人。